# Козирєв Микола Володимирович
Мико́ла Володи́мирович Ко́зирєв (1903 , Старовірівка, Харківська губернія  — невідомо , невідомо ) — український радянський партійний діяч, голова виконавчого комітету Львівської обласної ради депутатів трудящих, депутат Верховної Ради УРСР 1-го скликання (1938—1947). Член ЦК КП(б)У (1940—1949). Депутат Верховної Ради СРСР 1-го та 2-го скликань (1940—1950).

## Біографія
Народився 1903 року в родині селянина-бідняка в селі Старовірівка, тепер Шевченківський район Харківська область, Україна. Трудову діяльність розпочав у одинадцятирічному віці. З 1914 по 1917 рік пас худобу в поміщика. З 1917 по 1923 рік працював робітником на ремонті залізничних колій. У 1921 році вступив до комсомолу.
Член ВКП(б) з 1925 року.
У 1924—1925 роках — голова Сватівського районного комітету профспілки робітників землі та лісу Харківської губернії, голова Першожовтневого районного комітету профспілки робітників землі та лісу Куп'янського округу, секретар Велико-Бурлуцького районного комітету ЛКСМУ Куп'янського округу. У 1925—1927 роках — секретар Сеньківського районного комітету ЛКСМУ Куп'янського округу. У 1927—1928 роках — голова Сеньківського районного Комітету незаможних селян (КНС) Куп'янського округу. У 1928—1929 роках — голова Сеньківської районної сільськогосподарської кооперації. У 1929—1930 роках — завідувач культурно-пропагандистського відділу Сеньківського районного комітету КП(б)У. У 1930 році — відповідальний секретар Сеньківського районного комітету КП(б)У Куп'янського округу.
У 1930—1932 роках — студент Харківського комуністичного університету імені Артема. У 1932—1933 роках — студент та аспірант Інституту червоної професури на відділі історії партії.
У 1933—1934 роках — заступник начальника Політичного відділу із партійно-масової роботи Мотовилівської машинно-тракторної станції Любарського району Вінницької області. У 1934—1935 роках — начальник Політичного відділу Тростянецької машинно-тракторної станції Вінницької області.
У 1935 — квітні 1937 року — 1-й секретар Полонського районного комітету КП(б)У Шепетівського округу. У квітні — жовтні 1937 року — 1-й секретар Ново-Ушицького районного комітету КП(б)У Кам'янець-Подільського округу.
У жовтні 1937 — лютому 1938 року — завідувач відділу керівних партійних органів Організаційного бюро ЦК КП(б)У по Кам'янець-Подільській області.
З лютого до травня 1938 року — 3-й секретар Організаційного бюро ЦК КП(б)У по Кам'янець-Подільській області.
У травні 1938 — листопаді 1939 року — голова Організаційного комітету Президії Верховної Ради Української РСР по Кам'янець-Подільській області, голова Кам'янець-Подільського обласного виконавчого комітету.
26 червня 1938 року був обраний депутатом Верховної Ради УРСР першого скликання по Полонській виборчій окрузі № 13 Кам'янець-Подільської області. Член Президії Верховної Ради УРСР 1-го скликання.
З вересня 1939 року працював у Львівському воєводському (обласному) Тимчасовому управлінні. Після приєднання Західної України до УРСР, постановою Політбюро ЦК КП(б)України (№ 860-оп) 27 листопада 1939 року Козирєв був призначений головою Львівського обласного виконавчого комітету.
8 грудня 1939 — листопад 1940 року — голова Львівського обласного виконавчого комітету.
8 січня 1941 — 13 травня 1944 року — народний комісар радгоспів Української РСР.
З жовтня 1941 по грудень 1942 року — член оперативної групи, начальник оперативної групи з постачання і заготівель Військової Ради Південного фронту, уповноважений з матеріального забезпечення військ Сталінградського і Донського фронтів. Учасник німецько-радянської війни.
У квітні 1944 — січні 1949 року (офіційно до 16 березня 1949 року) — голова виконавчого комітету Львівської обласної ради депутатів трудящих.
На 1954—1957 роки — начальник Дніпропетровського обласного управління радгоспів.
На 1957—1959 роки — директор радгоспу «Латівка» Широківського району Дніпропетровської області.

## Звання
- батальйонний комісар
- підполковник

## Нагороди
- два ордени Леніна (7.02.1939, 23.01.1948)
- орден Вітчизняної війни 1-го ст. (1.02.1945)
- орден Трудового Червоного Прапора
- орден «Знак Пошани» (26.02.1958)
- медаль «За оборону Сталінграда»
- медаль «За перемогу над Німеччиною у Великій Вітчизняній війні 1941—1945 рр.»
- медалі